# Medal za Długoletnią Służbę Wojskową
Medal za Długoletnią Służbę Wojskową – medal ustanowiony w 1765 roku przez króla Stanisława Augusta, nadawany podoficerom i szeregowcom jako zaszczytne wyróżnienie za długoletnią, wzorową służbę wojskową. Medale były bite w 2 rodzajach: za długoletnią służbę w korpusie (z napisem: „Za Dosłużone Wziąż 18 Lat w Iednymże Corpusie”) oraz w regimencie, czyli pułku (z napisem: „Za Dosłużone Wziąż 18 Lat w Iednymże Regimencie”).

## Przyznawanie
Medal przyznawał król, a wręczany był przez dowódcę jednostki podczas uroczystej zbiórki garnizonu.

## Przywileje
Odznaczeni medalem szeregowcy za drobne przewinienia byli karani karami zastrzeżonymi dla oficerów. Określono także, że: „gdyby zaś unteroficer (podoficer) lub gemejn (szeregowiec) osiemnastoletni w służbie wojskowej, mając medal sobie oddany, popełnił występek taki, za który by na bieganie przez rózgi lub zdjęcie z niego rzeczonego medalu zasługiwał, przeto krygsrecht (sąd wojskowy) tylko po aprobacji samego generalnego komendanta pomieniona kara na niego ściągnięta być ma ...”

## Wygląd medalu
Medal bity był w srebrze, był okrągły i miał średnicę 39 mm z uszkiem. Na awersie pod koroną widniał napis: STANISLAUS / AUGUSTUS / KROL, poniżej znajdowały się 2 skrzyżowane gałązki wawrzynu. Na rewersie był napis: ZA / DOSLUŻONE / WCIĄŻ 18 LAT / W IEDNYMŻE / CORPUSIE (KORPUSIE) lub REGIMEN / CIE i poniżej 2 skrzyżowane gałązki wawrzynu. Wokół całości – otok perełkowy po obu stronach. Słowo „corpus” został spolszczone na „korpus” prawdopodobnie po 1768 roku.
Medal był noszony na lewej stronie piersi, na błękitnej wstążce. Mógł być noszony także po zakończeniu służby.